# Make Me Pure
Make Me Pure is een nummer van de Britse zanger Robbie Williams uit 2005. Het is de tweede single van zijn zesde studioalbum Intensive Care.
"Make Me Pure" is een ballad, waarvan het refrein een vertaling is van een regel uit Sint Augustinus van Hippo, Da mihi castitatem et continentiam, sed noli modo!. Williams brengt het nummer in Nederland voor het eerst ten gehore wanneer hij in 2005 te gast is in de zaterdagavondshow van Paul de Leeuw. Het nummer wist ook enkel in Nederland de hitlijsten te bereiken, met een 15e positie in de Nederlandse Top 40.